# EverQuest
EverQuest è un MMORPG fantasy pubblicato il 16 marzo 1999. La progettazione originale del gioco è attribuita a Brad McQuaid, Steve Clover e Bill Trost. È stato sviluppato dalla Verant Interactive e pubblicato dalla Sony Online Entertainment (SOE). Dal 2015 gestore e distributore del gioco è Daybreak Game Company (ex SOE, ma non più appartenente al gruppo Sony).
EverQuest ha vinto numerosi premi, incluso il premio di Gamespot per il Gioco dell'Anno 1999 e il Technology & Engineering Emmy Award nel 2007.
EverQuest è considerato il capostipite del genere MMORPG Theme Park, ovvero quel genere di giochi di ruolo online strutturati a quest, ad istanze o ad eventi predefiniti, dove il giocatore segue lo sviluppo di una trama, e dove assumono un ruolo fondamentale operazioni come il crafting (fabbricare oggetti) o il looting (cercare oggetti). Alcuni esempi di questo genere di giochi di ruolo online, sono World of Warcraft e Guild Wars 2.
Il seguito ufficiale, EverQuest II, è stato pubblicato nel 2004.

## Espansioni
Il gioco ha 28 espansioni:
1. The Ruins of Kunark (24 aprile 2000)
2. The Scars of Velious (5 dicembre 2000)
3. The Shadows of Luclin (4 dicembre 2001)
4. The Planes of Power (29 ottobre 2002)
5. The Legacy of Ykesha (25 febbraio 2003)
6. Lost Dungeons of Norrath (9 settembre 2003)
7. Gates of Discord (10 febbraio 2004)
8. Omens of War (14 settembre 2004)
9. Dragons of Norrath (15 febbraio 2005)
10. Depths of Darkhollow (13 settembre 2005)
11. Prophecy of Ro (21 febbraio 2006)
12. The Serpent's Spine (19 settembre 2006)
13. The Buried Sea (13 febbraio 2007)
14. Secrets of Faydwer (13 novembre 2007)
15. Seeds of Destruction (21 ottobre 2008)
16. Underfoot (15 dicembre 2009)
17. House of Thule (12 ottobre 2010)
18. Veil of Alaris (15 novembre 2011)
19. Rain of Fear (28 novembre 2012)
20. Call of the Forsaken (8 ottobre 2013)
21. The Darkened Sea (28 ottobre 2014)
22. The Broken Mirror (18 novembre 2015)
23. Empires of Kunark (16 novembre 2016)
24. Ring of Scale (12 dicembre 2017)
25. The Burning Lands (11 dicembre 2018)
26. Torment of Velious (18 dicembre 2019)
27. Claws of Veeshan (8 dicembre 2020)
28. Terror of Luclin (7 dicembre 2021)

## Accoglienza
Il gioco ha riscosso un ottimo successo di critica e ha vinto numerosi premi e riconoscimenti.
Su Metacritic detiene un punteggio di 
85%, mentre su Gamerankings ha un punteggio totale di 87.68% .

## Controversie
In Brasile dal 22 gennaio 2008 il videogioco è illegale in quanto ritenuto troppo realistico e violento. Il gioco è stato confiscato e gli InternetPoint se trovati in possesso del gioco vengono multati.

## La saga diEverQuest
Da quando la saga nacque, nel 1999, sono molti i giochi sviluppati dalla Sony Online Entertainment ambientati nel mondo di EverQuest:
- EverQuest Hero's Call (Pocket PC, gennaio 2003)
- EverQuest Online Adventures (PlayStation 2, febbraio 2003)
- Lords of EverQuest (PC, dicembre 2003)
- Champions of Norrath (PlayStation 2, febbraio 2004)
- EverQuest Hero's Call 2 (Pocket PC, aprile 2004)
- EverQuest II (PC, novembre 2004)
- Champions: Return to Arms, sequel di Champions of Norrath (PlayStation 2, febbraio 2005)
- EverQuest Role-Playing Game (un gioco di ruolo prodotto in collaborazione con White Wolf).
- Legends of Norrath (un gioco di carte virtuali).
- EverQuest Next (una nuova storia basata sui giochi di EverQuest)
- EverQuest Next Landmark

La serie di EverQuest ha ispirato vari romanzi:
- Rogue's Hour, di Scott Ciencin (Ottobre 2004)
- Ocean of Tears, di Stewart Wieck (Ottobre 2005)
- Truth and Steel, di Thomas M. Reid (Settembre 2006)
- The Blood Red Harp, di Elaine Cunningham (Ottobre 2006)